# Erste Bank Open 2022
Erste Bank Open 2022 là một giải quần vợt nam thi đấu trên mặt sân cứng trong nhà. Đây là lần thứ 48 giải đấu được tổ chức, và là một phần của ATP Tour 500 trong ATP Tour 2022. Giải đấu diễn ra tại Wiener Stadthalle ở Vienna, Áo, từ ngày 24 đến ngày 30 tháng 10 năm 2022.

## Nội dung đơn

### Hạt giống
| Quốc gia | Tay vợt            | Xếp hạng1 | Hạt giống |
| -------- | ------------------ | --------- | --------- |
|          | Daniil Medvedev    | 4         | 1         |
| GRE      | Stefanos Tsitsipas | 5         | 2         |
|          | Andrey Rublev      | 8         | 3         |
| USA      | Taylor Fritz       | 9         | 4         |
| POL      | Hubert Hurkacz     | 11        | 5         |
| ITA      | Jannik Sinner      | 12        | 6         |
| GBR      | Cameron Norrie     | 14        | 7         |
| ITA      | Matteo Berrettini  | 16        | 8         |

- Bảng xếp hạng vào ngày 17 tháng 10 năm 2022[2]

### Vận động viên khác
Đặc cách: 
- Filip Misolic
- Dennis Novak
- Jurij Rodionov

Miễn đặc biệt:
- Emil Ruusuvuori

Vượt qua vòng loại: 
- Quentin Halys
- Thiago Monteiro
- Yoshihito Nishioka
- J. J. Wolf

Thua cuộc may mắn:
- Pedro Cachín
- Oscar Otte

### Rút lui
- Matteo Berrettini → thay thế bởi  Oscar Otte[3]
- John Isner → thay thế bởi  Marcos Giron
- Gaël Monfils → thay thế bởi  Pedro Cachín

## Nội dung đôi

### Hạt giống
| Quốc gia | Tay vợt              | Quốc gia | Tay vợt       | Xếp hạng1 | Hạt giống |
| -------- | -------------------- | -------- | ------------- | --------- | --------- |
| USA      | Rajeev Ram           | GBR      | Joe Salisbury | 3         | 1         |
| NED      | Wesley Koolhof       | GBR      | Neal Skupski  | 7         | 2         |
| CRO      | Nikola Mektić        | CRO      | Mate Pavić    | 15        | 3         |
| COL      | Juan Sebastián Cabal | COL      | Robert Farah  | 30        | 4         |

- Bảng xếp hạng vào ngày 17 tháng 10 năm 2022

### Vận động viên khác
Đặc cách:
- Alexander Erler /  Lucas Miedler
- Robin Haase /  Philipp Oswald

Vượt qua vòng loại:
- Sander Gillé /  Joran Vliegen

## Nhà vô địch

### Đơn
- Daniil Medvedev đánh bại  Denis Shapovalov, 4–6, 6–3, 6–2

### Đôi
- Alexander Erler /  Lucas Miedler đánh bại  Santiago González /  Andrés Molteni, 6–3, 7–6(7–1)